# 高進 (電影虛構角色)
高進，是香港電影導演王晶執導的《賭神》系列電影中的男主角。《賭神》、《赌侠》、《賭神2》、《賭城風雲系列電影》中由周润发飾演；《賭神3之少年賭神》中則由黎明飾演年輕時期的高進，擁有高明賭術。

## 介紹
高進是賭壇至高無上的第一高手，擁有超強賭技，通常使用心理戰術，但偶爾出千。在賭局中是個認真的人，局外卻是極度悲觀主義者，且快意恩仇。
在《賭神》中有未婚妻Janet。擁有幾項與別不同的習慣：從不拍照（坊間流傳著他罕有的背面照）、平時喜歡吃FEODORA的苦味巧克力、在賭局中常挪轉著尾指的玉戒指，每次於賭局都要用髮油將所有頭髮梳向後面。這些習慣的由來在《賭神3之少年賭神》中被交待：靳能（即高進和高傲的契爺）安排一次外圍賭局，賭誰是下一屆「賭神」。高進大熱，靳為免輸大錢，利用隨身唇槍在高進下巴打一槍，從此高進失去味覺，唯獨吃FEODORA的苦味巧克力時才有味覺。這也解釋為什麼高進在《賭神》中，會因為小小意外就瘋掉。
根據《賭神》中的解釋，吃苦味巧克力是為戒菸，小小意外就瘋掉除前段的撞擊是真的，後段再次撞擊後恢復正常，但因為懷疑有人陷害而繼續裝瘋賣傻。
尾指的玉戒指，是高進小時候家裡工人四姊的。有一日四姊帶著高進去買菜，在路上遇到細七父親開的賭檔，最後沒錢，只得拿戒指去賭，卻被想到突然有警察查緝，奔走之際細七為救高進而受傷，所以頭上有塊疤，而後他們因戒指及頭上的疤相認，後來由於細七因為高進而被襲，變成植物人，高進為減輕她的痛苦，結束她的生命，以後永遠戴著玉指環，用以紀念細七。
然而根據《賭神》中高進的解釋，轉動戒指只不過是其為騙陳金城而設下的佈局。至於使用髮油，因為細七在高進第一次中槍後照顧他時，曾經說過她覺得用髮油將頭髮梳至後面很有型，高進於是強忍髮油的異味，為她而梳這個髮型。

## 登場作品
| 年份 | 片名            | 演員                         | 備註                                                     |
| 1989 | 賭神            | 周润发                       |                                                          |
| 1990 | 赌侠            | 周润发                       | 片尾客串                                                 |
| 1994 | 賭神2           | 周润发                       |                                                          |
| 1996 | 賭神3之少年賭神 | 黎明（少年）、張預東（童年） | 本片為《賭神》系列的前傳，內容講述高進成為賭神之前的故事 |
| 2014 | 賭城風雲        | 周潤發                       | 片尾客串                                                 |
| 2015 | 賭城風雲II      | 周潤發                       | 片尾客串                                                 |
| 2016 | 賭城風雲III     | 周潤發                       | 客串                                                     |